# Delosperma abyssinicum
Delosperma abyssinicum là một loài thực vật có hoa trong họ Phiên hạnh. Loài này được (Regel) Schwantes mô tả khoa học đầu tiên năm 1928.